# Ivesia gordonii
Ivesia gordonii är en rosväxtart som först beskrevs av William Jackson Hooker, och fick sitt nu gällande namn av John Torrey och Gray. Ivesia gordonii ingår i släktet Ivesia och familjen rosväxter.

## Underarter
Arten delas in i följande underarter:
- I. g. alpicola
- I. g. ursinorum
- I. g. wasatchensis